# Biblioteca del Ministero degli affari esteri
La Biblioteca del Ministero degli affari esteri, specializzata in diritto internazionale, storia contemporanea e storia diplomatica, si trova nel Palazzo della Farnesina a Roma.

## Storia
Ebbe la sua prima sede in piazza Castello, a Torino, da un primo fondo creato dal conte di Cavour.
Seguì naturalmente i vari spostamenti della capitale del regno, prima a Firenze nel palazzo della Signoria, e quindi, a partire dal 1870, nel Palazzo della Consulta a Roma.
Nel 1922 il ministero si trasferì a Palazzo Chigi, e la Biblioteca venne divisa tra la vecchia e la nuova sede fino al 1932. Nel 1940 sarà sistemata a via dei Crociferi e lì vi rimarrà fino al 1959. Alla fine di quell'anno il Ministero degli affari esteri, e con esso la sua raccolta libraria, passò definitivamente al nuovo edificio della Farnesina.
Con il nome di "Caffè letterario", nel biennio 2011-2012 si sono tenuti due cicli di presentazioni di libri pubblicati da diplomatici o altri dipendenti del Ministero degli Affari Esteri, l'unica manifestazione esclusivamente dedicata a questo genere di libri.

## Patrimonio
La Biblioteca, specie dopo la prima guerra mondiale, ha acquisito pubblicazioni italiane e straniere specialmente di argomento diplomatico e memorialistico. Di notevole interesse sono le raccolte a stampa dei documenti diplomatici italiani e di numerosi paesi e i documenti presentati al Parlamento dai ministri degli Esteri in occasione di avvenimenti di rilievo nei rapporti internazionali.
Nel 1959 la consistenza delle raccolte ammontava a circa 80.000 volumi.
Attualmente il numero di volumi della biblioteca è stimato in 200.000 unità. Il settore periodici comprende 1.500 testate di periodici italiani e stranieri.